# Luchtbed

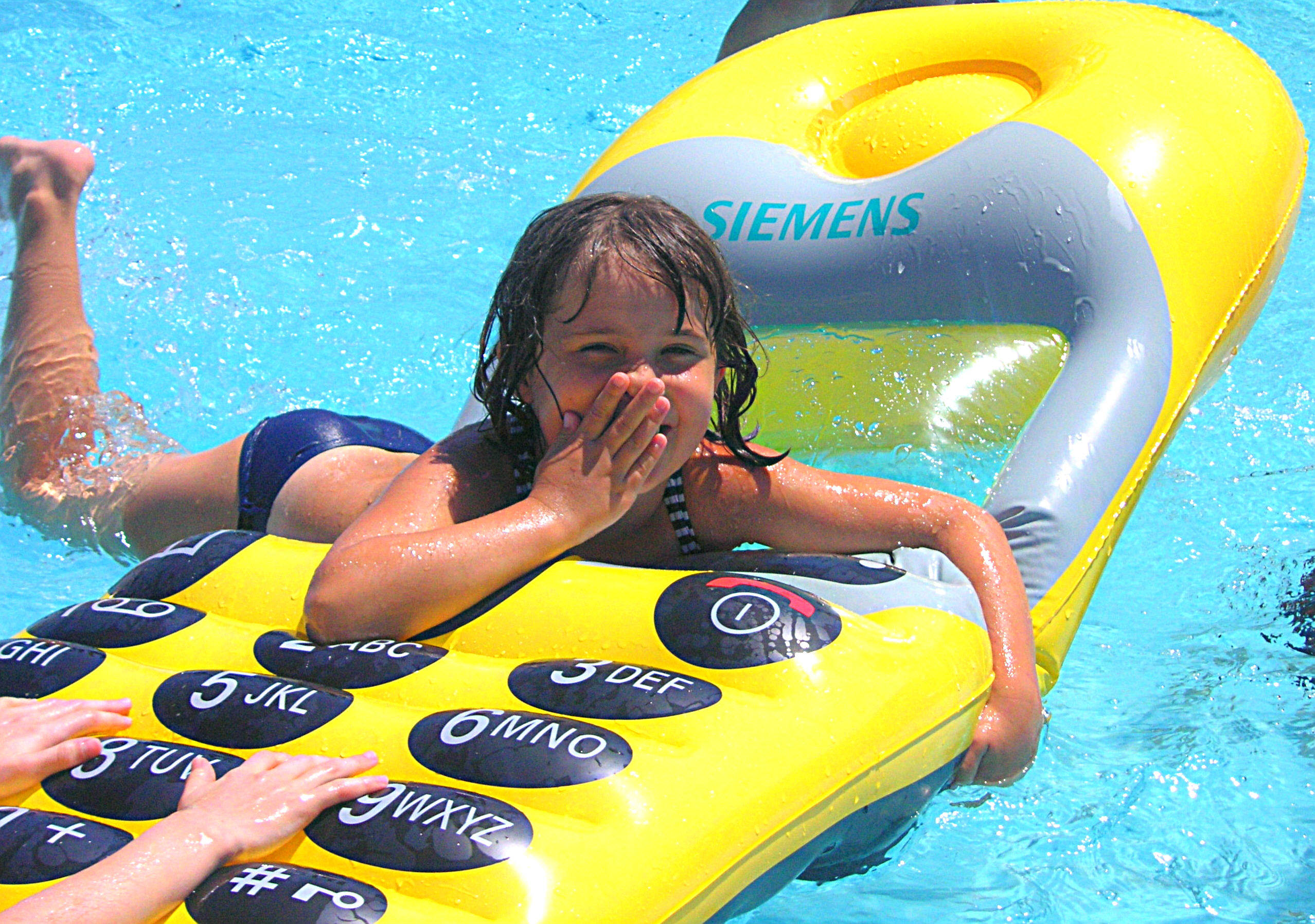
Een kunststof luchtbed met telefoonpatroon

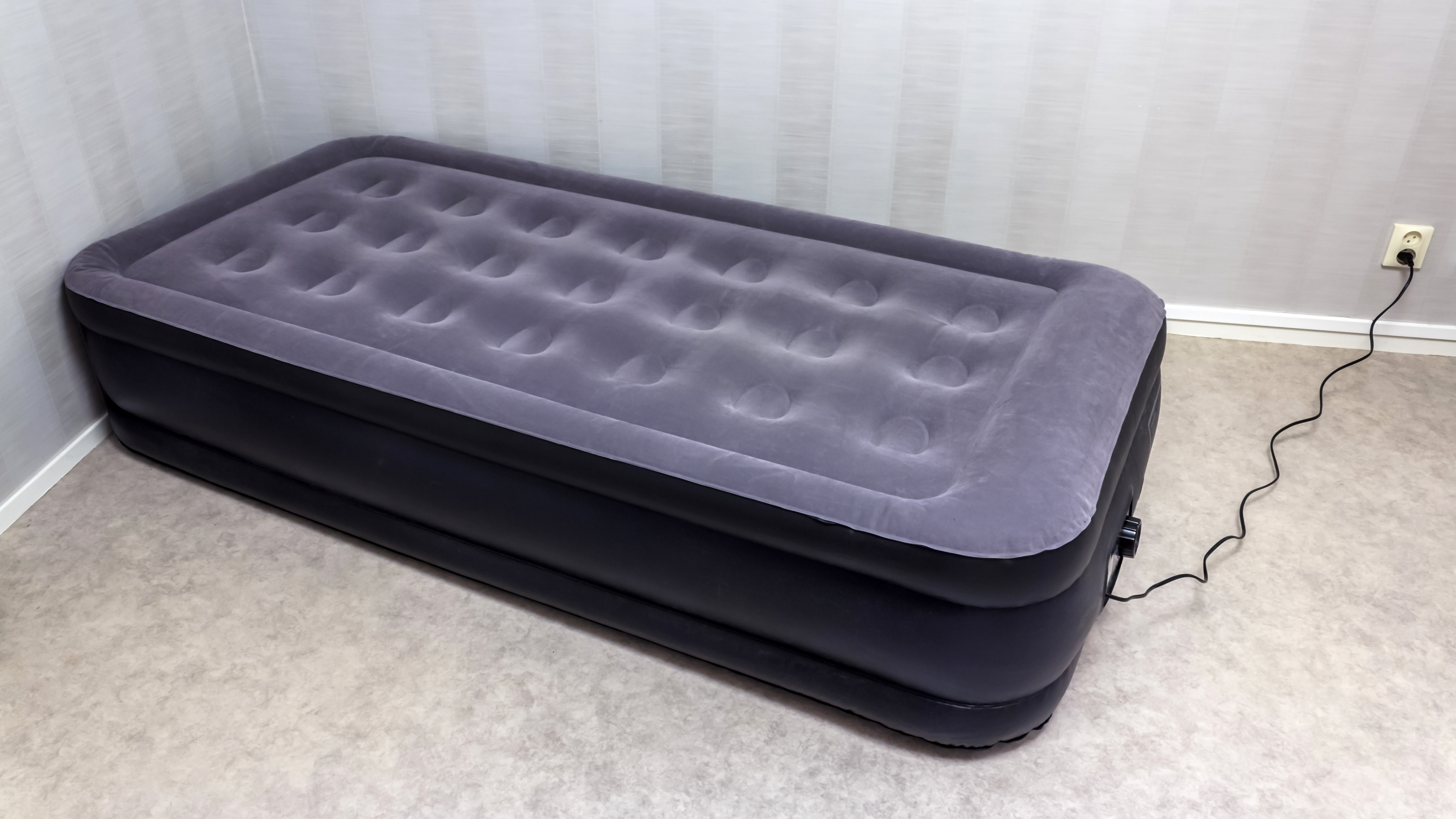
Zelfopblazend luchtbed

Een luchtbed of luchtmatras is een matras, dat met lucht wordt gevuld teneinde ligcomfort te verkrijgen. Zonder lucht is het een klein pakketje, zodat het makkelijk te gebruiken is in een caravan of op de camping. Het wordt ook gebruikt als logeerbed. Er zijn een- en tweepersoonsluchtbedden verkrijgbaar.
Het voordeel van een luchtbed boven een oprolbaar matje is dat het luchtbed zachter ligt. Een matje ligt echter warmer op een koude ondergrond, omdat het ingesloten lucht heeft die niet kan circuleren, zoals in een luchtbed. Een luchtbed is gemaakt van rubber met een bekleding van textiel. Er bestaan ook luchtbedden van kunststof. Deze zijn minder geschikt om op te slapen, maar worden vaker gebruikt als waterspeelgoed. In stromend water kan dat gevaarlijk zijn.

## Oppompen
Een luchtbed wordt in de regel opgeblazen met de mond, of opgepompt met een hand- of voetpomp. Er zijn ook luchtbedden met een elektrische pomp, soms is deze zelfs ingebouwd. Er bestaan ook slaapmatten die zichzelf opblazen. Deze zijn gemaakt van materiaal dat vanzelf bol gaat staan. Opent men het ventiel, dan zuigt de mat vanzelf lucht naar binnen. Doet men daarna de luchtopening dicht, dan blijft het luchtbed bol staan. Om de mat gemakkelijk mee te nemen opent men het ventiel en rolt de mat stevig op, zodat de lucht eruit wordt geperst. Bewaren dient in met lucht gevulde toestand te gebeuren.